# Leda i el cigne (László Moholy-Nagy)
|  | Aquest article tracta sobre l'obra de László Moholy-Nagy. Si cerqueu el mite grec, vegeu «Leda i el cigne». |

Leda i el cigne, és una obra d'art modern del pintor hongarès László Moholy-Nagy de l'any 1946. Es tracta d'un motiu de la mitologia grega, segons el qual Zeus baixà de l'Olimp en forma d'un cigne cap a Leda, mentre aquesta dona caminava per la vora del riu Eurotas. Aquest mite ha estat representat en nombroses obres d'art, com és el cas de la pintura d'oli sobre tela del pintor italià Coreggio, així com també el quadre perdut de Leonardo da Vinci.

## Descripció
Es tracta d'una obra que exemplifica, en un doble sentit, els processos experimentals per compondre amb llum, tècnica que caracteritza el treball d'aquest autor. En primer lloc, per la ideació d'un objecte de reminiscències escultòriques i amb la denominació de la qual apel·la a un tema de mitologia clàssica. Això podria entendre's com un exercici per superar els mitjans i materials tradicionals, més que una voluntat d'ocupar-se o desenvolupar temes nous. Per la construcció d'aquest objecte es fa servir el polimetilmetacrilat conegut com a "Plexiglas", una marca i una fórmula química industrial patentada al 1934 i que té la qualitat de ser quasi tan transparent com el vidre, però més dúctil. En aquesta obra, l'artista ha perforat les diferents planxes encaixades que conformen la figura de l'ocell i les que podrien suggerir el cos femení, trencant la superfície llisa i homogènia de la peça, de manera que multiplica les possibilitats d'iridescències i distorsions quan se li aplica llum.
En segon lloc, Leda i el cigne és un mòbil, un objecte pensat per a ser suspès, sotmetre'l a un moviment giratori i exposar-lo a llums blanques o de colors des d'un aparell de projecció. El moviment circular i l'efecte lumínic resultant participen a la desintegració visual-perceptiva i a la desmaterialització de l'objecte escultòric. D'aquí a que l'exercici experimental no acabi amb el "plexiglas", sinó que aquesta és un instrument que compleix la funció en la construcció d'un fotograma o la creació d'un ambient o escenari.
Moholy-Nagy defineix el fotograma, o fotografia sense càmera, com: "un pont que condueix a una nova creació visual amb la que el llenç, el pinzell o el pigment ja no serveixen [...], però amb la que la materialització de la llum, fins ara secundària, es torna més directa". D'aquesta manera, abundaven les investigacions de l'artista sobre escriptura lluminosa, iniciades a la dècada de 1920, al entendre el paper fotogràfic com una superfície d'inscripció sobre la que l'objecte actuava com a agent escriptor, donant lloc a les noves formes de representació.

## Altres dades
Les mides de la peça fan 55,9 x 41,3 x 40 cm. Es troba dins de la col·lecció de l'Institut Valencià d'Art Modern (IVAM).